# Michael V. Knudsen
Michael Levring Vestergaard Knudsen (* 4. September 1978 in Hobro, Dänemark) ist ein ehemaliger dänischer Handballspieler. Knudsen, der zuletzt für Bjerringbro-Silkeborg auflief, wurde als Kreisläufer eingesetzt.

## Karriere
Michael Knudsen begann im Alter von sechs Jahren das Handballspielen in Hvornum. Der dort ansässige Club bildet seit 1985 mit zwei weiteren Vereinen die Spielgemeinschaft HOH 85, für die Knudsen auflief. 1997 heuerte er bei Viborg HK an, mit denen er 2000 dänischer Pokalsieger wurde. Von 2002 bis 2004 spielte er bei Skjern Håndbold. Hier gewann er 2003 den EHF Challenge Cup. In der Saison 2004/05 spielte er noch einmal für Viborg HK, bevor er schließlich zur SG Flensburg-Handewitt weiterzog. Mit der SG stand er 2007 im Champions-League-Finale und unterlag dort dem THW Kiel. Im Mai 2008 verlängerte er seinen Vertrag mit der SG Flensburg-Handewitt um zwei Jahre bis 2010. Im Frühjahr 2010 musste Knudsen am Kniegelenk operiert werden und fiel daraufhin für lange Zeit aus. Mit Flensburg gewann er 2012 den Europapokal der Pokalsieger sowie 2014 die EHF Champions League. Zur Saison 2014/15 wechselte er zum dänischen Erstligisten Bjerringbro-Silkeborg. Mit Bjerringbro-Silkeborg gewann er 2016 die Meisterschaft. Nach der Saison 2019/20 beendete er seine Karriere und übernahm den Posten des Sportlichen Leiters bei Bjerringbro-Silkeborg. Ab April 2024 bis zum Saisonende 2023/24 übte er zusätzlich das Co-Traineramt bei Bjerringbro-Silkeborg aus. Ende August 2024 beendete er seine Tätigkeit als Sportlicher Leiter bei Bjerringbro-Silkeborg.
Michael V. Knudsen lief für die dänische Junioren-Nationalmannschaft auf, mit der er 1998 die Europameisterschaft sowie 1999 die Weltmeisterschaft gewann. Bei der Europameisterschaft 2008 in Norwegen wurde er Europameister; bei den Europameisterschaften 2002, 2004 und 2006 gewann er Bronze genauso wie bei der Weltmeisterschaft 2007. Außerdem wurde er bei der Weltmeisterschaft 2007 ins All-Star-Team gewählt. Im Sommer 2012 nahm er an den Olympischen Spielen in London teil und belegte den sechsten Platz. Knudsen erzielte insgesamt 21 Treffer in sechs Partien. Bei der Europameisterschaft 2014 im eigenen Land wurde er Vize-Europameister. Im April 2014 beendete Knudsen nach 244 Länderspielen seine Länderspielkarriere.

## Bundesligabilanz
| Saison    | Verein                 | Spielklasse | Spiele | Tore | 7-Meter | Feldtore |
| --------- | ---------------------- | ----------- | ------ | ---- | ------- | -------- |
| 2006/07   | SG Flensburg-Handewitt | Bundesliga  | 33     | 125  | 0       | 125      |
| 2007/08   | SG Flensburg-Handewitt | Bundesliga  | 32     | 121  | 0       | 121      |
| 2008/09   | SG Flensburg-Handewitt | Bundesliga  | 30     | 95   | 0       | 95       |
| 2009/10   | SG Flensburg-Handewitt | Bundesliga  | 18     | 56   | 0       | 56       |
| 2010/11   | SG Flensburg-Handewitt | Bundesliga  | 15     | 24   | 0       | 24       |
| 2011/12   | SG Flensburg-Handewitt | Bundesliga  | 33     | 110  | 0       | 110      |
| 2012/13   | SG Flensburg-Handewitt | Bundesliga  | 30     | 67   | 0       | 67       |
| 2013/14   | SG Flensburg-Handewitt | Bundesliga  | 34     | 64   | 0       | 64       |
| 2006–2014 | gesamt                 | Bundesliga  | 225    | 662  | 0       | 662      |